# Religion der Bajuwaren
Als Religion der Bajuwaren werden die in der Übergangsphase von der Spätantike zum frühen Mittelalter unter den Bajuwaren verbreiteten Glaubensvorstellungen bezeichnet.

## Schriftliche Quellen

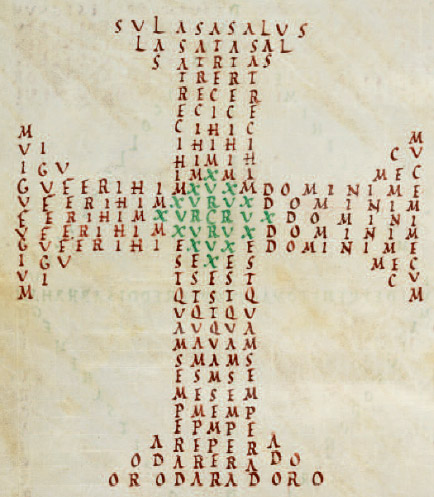
Die wenigen Quellen über die Bajuwaren aus dieser Zeit stammen von christlichen Autoren

Über die später von den Bajuwaren besiedelten Regionen des heutigen Nieder- und Oberbayerns, dem Salzburger Land und dem westlichen Oberösterreich, gibt die Vita des heiligen Severin von Noricum aus dem 5. Jahrhundert umfangreiche Auskunft.
Severin von Noricum, ein christlicher Römer, missionierte in späterer Zeit in Noricum und übernahm wichtige organisatorische Aufgaben, da die Verwaltung dem Verfall preisgegeben war. Nach seinem Tod in Favianis, dem heutigen Mautern in Niederösterreich, schrieb Eugippius ein umfassendes Werk über das Wirken des Heiligen Severin, das einen umfassenden Einblick in die Situation der Provinz Noricum zu dieser Zeit liefert. Die Vita Sancti Severini berichtet, dass die romanisierten Noriker im 5. Jahrhundert bereits durchwegs Christen waren, wie auch die unter den Romanen lebenden Germanen.
Von den Germanen jenseits der Donau, die später der maßgebliche Teil der bajuwarischen Bevölkerungen werden sollten, erfährt man lediglich über die Rugier Genaueres. Nach dem heiligen Severin bricht jedoch die schriftliche Überlieferung komplett ab und es gibt erst wieder aus der Mitte des 6. Jahrhunderts Informationen über diese Region, die jedoch sehr sporadisch sind und von Durchreisenden wie dem heiligen Venantius Fortunatus stammen. Erst durch die Mission schottischer Mönche im frühen 8. Jahrhundert blüht die Erstellung von Texten in der bajuwarischen Region wieder auf. Diese Texte aus dem 8. Jahrhundert wurden durchwegs von christlichen Mönchen geschrieben und beinhalten praktisch keine Information über die Glaubensvorstellungen der Bajuwaren aus der Zeit davor. Dadurch gibt es über diese zeitliche Lücke von 200 Jahren sehr wenige schriftliche Quellen, insbesondere nicht über die Religion der Bajuwaren, eher noch über politische Ereignisse.

## Archäologische Quellen

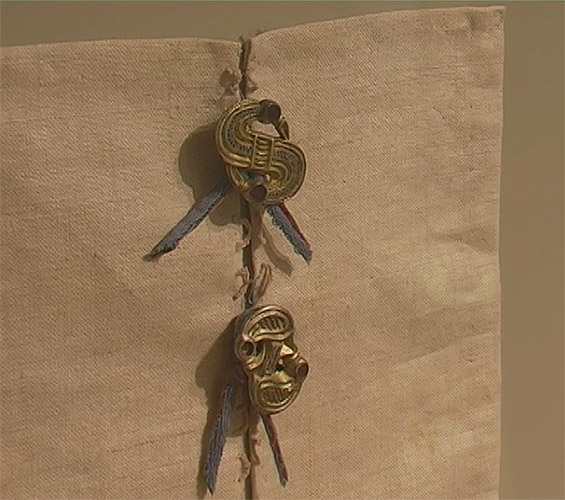
Hemdfibeln als Grabbeigabe einer bajuwarischen Frau aus dem Reihengräberfeld in Waging am See

Eine wesentliche Quelle für praktizierte Religiosität sind Grabbeigaben. Anhand von Grabfunden und deren Beigaben lässt sich feststellen, dass die Vorfahren der Bajuwaren Vorstellungen von einem wie auch immer gearteten Leben nach dem Tod hatten. Die meisten Funde stammen aus dem 6. bis 7. Jahrhundert.

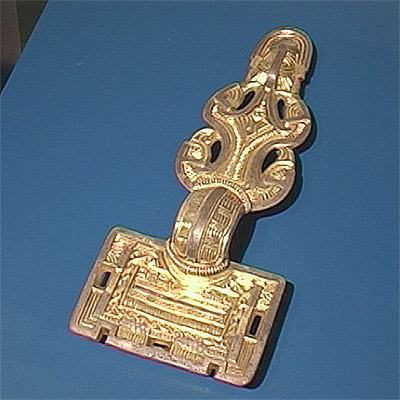
Wertvolle Grabbeigaben wie diese bajuwarische Bügelfibel aus Waging am See wurden bis ins 7. Jahrhundert den Toten mitgegeben.

Es fanden sich für Männer Waffen-Rangabzeichen sowie Frauenschmuck als Statussymbol. Ergänzend waren Gegenstände des alltäglichen Gebrauchs wie Krüge und Werkzeuge vorhanden. Weiter sind Goldblattkreuze zu erwähnen, die als Schmuckbeigaben in ihrer Form variierten. Auch wurden Charonsmünzen als mitgegebene Glaubenssymbole gefunden. Der Archäologe Roland Knöchlein erkennt spätestens am Reihengräberfeld von Waging das Ende einer vorher möglicherweise praktizierten germanische Religiosität.
Vereinzelte Beigaben sind noch im 9. – 11. Jahrhundert festzustellen. Sie wurden jedoch mit dem Ersatz der Reihenfeldgräber durch die Friedhöfe bei den neu errichteten oder schon bestehenden Kirchbauten abgelöst.
Wichtige Funde, auf denen die archäologischen Erkenntnisse zur Glaubenswelt der Bajuwaren aufbauen, wurden unter anderem an folgenden Orten gefunden:

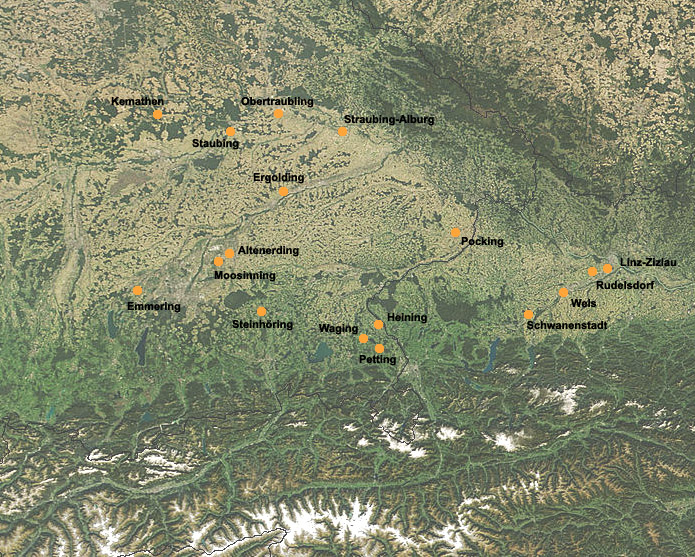
Wichtige Fundorte bajuwarischer Reihengräberfelder aus dem 6. und 7. Jahrhundert

- Waging am See, Landkreis Traunstein
- Petting am Waginger See
- Heining bei Laufen an der Salzach
- Emmering, Landkreis Fürstenfeldbruck
- Staubing bei Kelheim im Altmühltal
- Kemathen bei Kipfenberg im Altmühltal
- Altenerding
- Moosinning bei Erding
- Steinhöring, Landkreis Ebersberg
- Ergolding, Landkreis Landshut
- Alburg bei Straubing
- Niedertraubling, Landkreis Regensburg
- Pocking-Schlupfing bei Passau
- Wels in Oberösterreich (Grabungen beim Bahnhof)
- Rudelsdorf bei Hörsching, Bezirk Linz-Land
- Linz-Zizlau
- Schwanenstadt (Pausinger-Villa), Bezirk Vöcklabruck

## Religiöse Traditionen
Die romanische Bevölkerung im ehemaligen Noricum Ripense und der Raetia Secunda war schon seit dem 4. Jahrhundert weitgehend christlich. Die schriftliche Überlieferung aus altbairischen Quellen und lateinischen Manuskripten aus dieser Region berichten sehr wenig von einer vorchristlichen Religion der Bajuwaren. Die einzige Informationsquelle ist deshalb die Archäologie.
Beim Übergang von der Antike zum Mittelalter handelt es sich um eine Epoche, in der sich der Stamm der Bajuwaren zu formieren begann. Bereits damals gab es ein Nebeneinander von Glaubensvorstellungen, die im Gefolge der Römer ins Land gekommen waren, wie Judentum und Arianismus. Von den Goten verbreitete sich die arianische Variante des Christentums rasch auf benachbarte Stämme und auf die Gruppen, aus denen im 6. Jahrhundert die Bajuwaren entstanden waren.
Umstritten ist jedoch die Frage, wie weit verbreitet diese Form des Christentums unter den Bajuwaren war. Archäologische Befunde geben auf diese Frage keine klare Antwort. So wird von manchen Forschern die Existenz von Grabbeigaben als heidnische Sitte interpretiert, die auf die Existenz einer germanischen Religion hindeutet, während andere die Abkehr von der Verbrennung der Toten zu einer Erdbestattung bereits einem christlichen Einfluss zuschreiben. Die Missionierung der Goten durch die Wulfilabibel fällt mit deren Aufgabe der Brandbestattung zeitlich zusammen. Vorstellbar ist auch die Entstehung einer synkretistischen Glaubensvorstellung aus germanischen und griechisch-christlichen Elementen. Dafür spricht bei den bajuwarischen Gräberfeldern auch die Beigabe von eindeutig christlichen Gegenständen, wie den ab dem 7. Jahrhundert aus dem langobardischen Italien übernommenen Brauch den Toten Goldblattkreuze mit ins Grab zu legen.
Vor allem in den größeren ehemaligen römischen Städten und Kastellen, wie Iuvavum (Salzburg), Lauriacum (Enns), Boiotro (Passau), Castra Regina (Regensburg), Augusta Vindelicorum (Augsburg) und in den Tiroler und Salzburger Alpentälern existierte trotz der Wirren der Völkerwanderung teilweise noch eine romanische Bevölkerung. Diese im bajuwarischen Siedlungsraum verbliebenen Romanen waren durchwegs katholische Christen, wie auch aus der Vita Sancti Severini hervorgeht. Sie verehrten weiterhin lokale christliche Heilige wie Florian von Lorch und Afra von Augsburg und lebten oft direkt neben den neu eingewanderten Germanen.
Schmuckstücke aus Gräbern, die in der Zeit um 500 angelegt worden waren, lassen bereits für diese Zeit auf eine christlich geprägte Einwohnerschaft schließen. Deutlich bekannte sie sich bereits zum Christentum. Bei Fundstücken aus Grabungen in Unterhaching entschlüsselten Archäologen den „Unterhaching-Code“, die christliche Bildsprache des Frühen Mittelalters.
In bajuwarischen Reihengräberfeldern findet man romanische Gräber neben möglicherweise germanischen. Die ab 615 beginnende Missionierung durch iro-schottische Mönche führte dann in größerem Umfang zur Konversion der Bajuwaren zur katholischen Variante des Christentums. Dabei waren vor allem die heiligen Eustasius, Agilus und Emmeram von Regensburg von Bedeutung. Doch erst durch politischen Druck von Seiten der mächtigeren Franken konnte der Katholizismus auch unter den germanischen Bajuwaren stärker Fuß fassen, wobei die heiligen Korbinian und Rupert eine wichtige Rolle spielten. So wurden um das Jahr 700 katholische Bistümer im bajuwarischen Herzogtum eingerichtet, das älteste davon Salzburg (696), später Regensburg (um 700), Freising (716), Passau (739) und Eichstätt (Mitte/2. Hälfte 8. Jh.). Endgültig wurden die letzten Anhänger des Arianismus aber wahrscheinlich erst nach dem Sieg der Franken über die mit den Bajuwaren eng verbundenen Langobarden im Jahr 774 zur Konversion bewegt. Die Niederwerfung der ebenfalls arianischen Langobarden durch die bereits katholischen Franken bedeutete das endgültige Ende des Arianismus in Europa.
Eine christlich synodale Tätigkeit seit den Bistumsgründungen im Jahr 739 geht mit bajuwarischen Landessynoden unter Herzog Tassilo in Dingolfing um 770 n. Chr. und Neuching 772 einher. Bischof Arn von Salzburg lädt zu einem Konzil ein, welches im Jahr 799 in Reisbach gehalten wird, einem im Frühmittelalter bedeutenden Ort der Bajuwaren. Dies war die erste zeitlich und örtlich überlieferte bairische Metropoliten-Bischofssynode. Bischöfe, Äbte, Priester, Erzpriester und Diakone aus ganz Baiern waren auf frühmittelalterlichen Straßen und Wegen unterwegs um sich in Reisbach zu versammeln.
Das katholische Christentum hat sich bei den Bajuwaren also langsam durchgesetzt, durch kulturellen Austausch mit den Romanen seit der Endphase des Weströmischen Reiches bis zur endgültigen Integration Baierns in das Frankenreich im Jahr 788. Inwieweit germanische Riten oder auch keltische und heidnisch-römische Relikte bei der romanischen Bevölkerung der Alpenregion tatsächlich tradiert wurden, ist nicht belegt. Die germanophile Volkskunde des 19. und frühen 20. Jahrhundert behauptete eine Kontinuität aus vorchristlicher Zeit bis zum heutigen Brauchtum, eine Sichtweise, die heute jedoch stark kritisiert und angezweifelt wird. In jüngster Zeit ist das Interesse für die alpenländischen Kelten stark gestiegen und so wird gelegentlich eine verborgene Kontinuität keltischer Riten über die später bajuwarisierte keltoromanische Restbevölkerung bis ins heutige Brauchtum behauptet, eine These, die auf einer schwachen wissenschaftlichen Basis steht. Daneben wird für die später von den Bajuwaren besiedelten östlichen Regionen in Niederösterreich, der Steiermark und in Kärnten ein slawischer Ursprung mancher Bräuche vermutet. Alle diese Theorien sind jedoch nicht belegt.

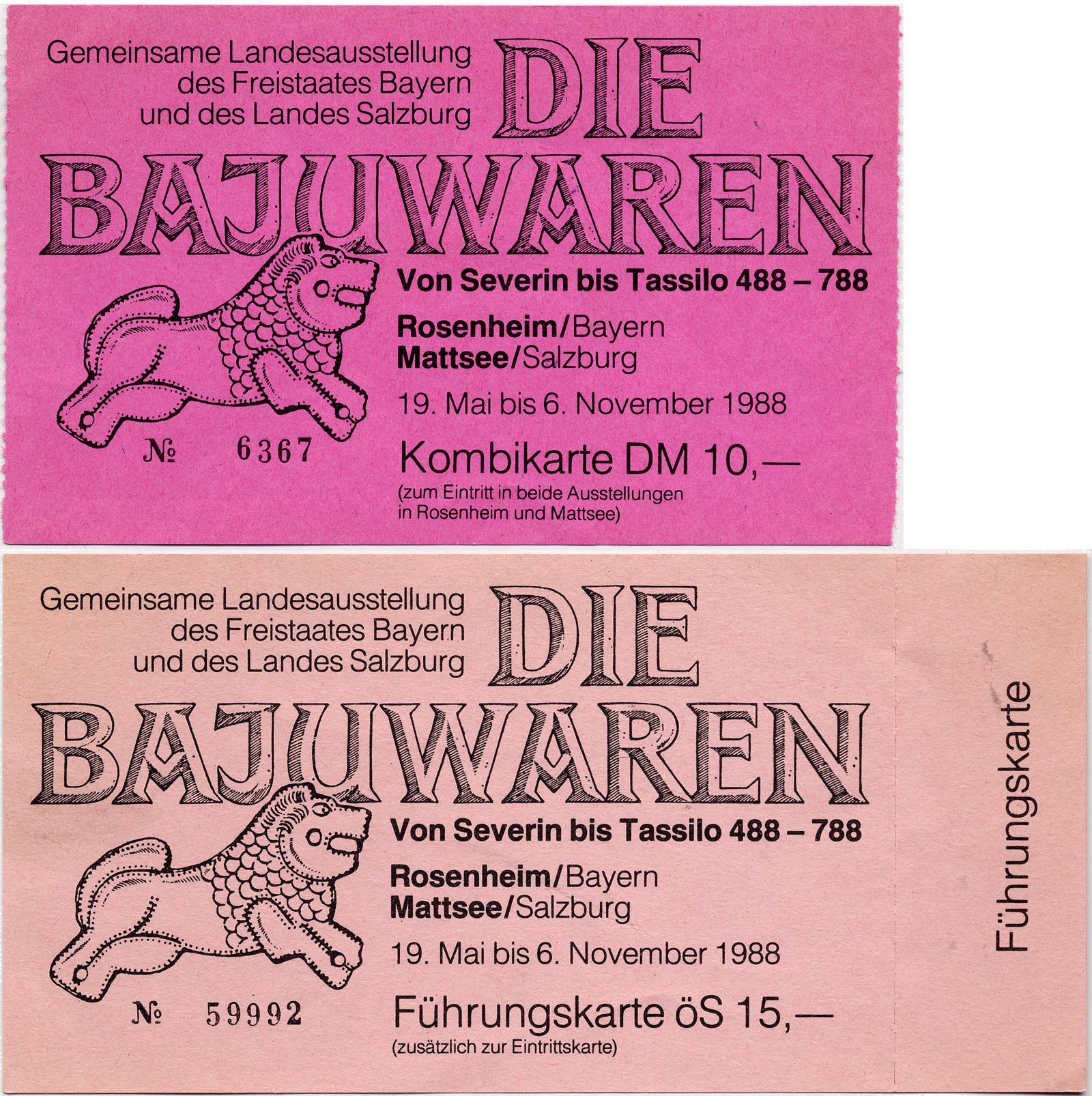
Kombikarte, Führungskarte zur Ausstellung 19. Mai – 6. November 1988

## Forschungsstand
1987/88 wurde das umfangreiche Reihengräberfeld in Waging am See gefunden und archäologisch erschlossen. Aus diesem Anlass veranstalteten Rosenheim und die Salzburger Gemeinde Mattsee 1988 gemeinsam eine Bajuwarenausstellung unter dem Titel Die Bajuwaren – Von Severin bis Tassilo 488 bis 788. Seitdem wurden durch Bauprojekte neue archäologische Zufallsfunde aus der Zeit des 6. und 7. Jahrhunderts getätigt, wodurch sich der Wissensstand weiter vermehrte. So wurde erst 1990 in Kemathen bei Kipfenberg eines der ältesten als bajuwarisch identifizierten Gräber entdeckt, 1991 fand man in Petting am Waginger See ein weiteres frühmittelalterliches Gräberfeld. Die Kampagne am Gräberfeld in Schwanenstadt in Oberösterreich wurde 1996 abgeschlossen und auf das Gräberfeld in Wels wurde man erst 2005 durch Umbauten am dortigen Bahnhofsareal aufmerksam. Dieser letzte Fund bietet besonders interessante Erkenntnisse, da es dort eine kontinuierliche Grablege vom 4. bis in das 8. Jahrhundert gibt.